# Torneo masculino de rugby 7 en los Juegos Olímpicos de París 2024
El torneo masculino de rugby 7 en los Juegos Olímpicos de París 2024 se realizó del 24 al 27 de julio en el Stade de France, ubicado en Saint-Denis.

## Clasificación
| Competición                            | Fecha                                       | Sede                    | Plazas | Equipos clasificados                   |
| -------------------------------------- | ------------------------------------------- | ----------------------- | ------ | -------------------------------------- |
| País anfitrión                         | –                                           | –                       | 1      | Francia                                |
| Serie Mundial                          | 4 de noviembre de 2022 – 21 de mayo de 2023 | Varias                  | 4      | Nueva Zelanda Argentina Fiyi Australia |
| Seven Sudamericano Masculino           | 17 - 18 de junio de 2023                    | Montevideo · ( Uruguay) | 1      | Uruguay                                |
| Juegos Europeos                        | 21 de junio – 2 de julio de 2023            | Cracovia · ( Polonia)   | 1      | Irlanda                                |
| Torneo de clasificación norteamericano | 19 - 20 de agosto de 2023                   | Langford · ( Canadá)    | 1      | Estados Unidos                         |
| Torneo de clasificación africano       | 16 - 17 de septiembre de 2023               | Harare ( Zimbabue)      | 1      | Kenia                                  |
| Torneo de clasificación de Oceanía     | 10 - 12 de noviembre de 2023                | Brisbane ( Australia)   | 1      | Samoa                                  |
| Torneo de clasificación asiático       | 18 - 19 de noviembre de 2023                | Osaka ( Japón)          | 1      | Japón                                  |
| Torneo Preolímpico                     | 21 - 23 de junio de 2024                    | Mónaco ( Mónaco)        | 1      | Sudáfrica                              |
| TOTAL                                  |                                             |                         | 12     | 12                                     |

## Fase de grupos
Los doce equipos clasificados quedaron divididos en tres grupos de cuatro. Los dos primeros de cada grupo, así como los dos mejores terceros, pasan a los cuartos de final.
Los horarios corresponden a la hora local francesa (UTC +2).

### Grupo A
| Pos. | Equipo        | Encuentros | Encuentros | Encuentros | Encuentros | Tantos  | Tantos    | Tantos     | Puntos |
| Pos. | Equipo        | jugados    | ganados    | empatados  | perdidos   | a favor | en contra | diferencia | Puntos |
| ---- | ------------- | ---------- | ---------- | ---------- | ---------- | ------- | --------- | ---------- | ------ |
| 1    | Nueva Zelanda | 3          | 3          | 0          | 0          | 71      | 29        | 42         | 9      |
| 2    | Irlanda       | 3          | 2          | 0          | 1          | 62      | 24        | 38         | 7      |
| 3    | Sudáfrica     | 3          | 1          | 0          | 2          | 59      | 32        | 27         | 5      |
| 4    | Japón         | 3          | 0          | 0          | 3          | 22      | 129       | -107       | 3      |

Nota: Se otorgan 3 puntos al equipo que gane un partido, 2 al que empate y 1 al que pierda

#### Resultados
| 24 de julio, 17:30 | Irlanda | 10 - 5 | Sudáfrica | Stade de France, Saint-Denis |  |

| 24 de julio, 18:00 | Nueva Zelanda | 40 - 12 | Japón | Stade de France, Saint-Denis |  |

| 24 de julio, 21:00 | Irlanda | 40 - 5 | Japón | Stade de France, Saint-Denis |  |

| 24 de julio, 21:30 | Nueva Zelanda | 17 - 5 | Sudáfrica | Stade de France, Saint-Denis |  |

| 25 de julio, 16:00 | Sudáfrica | 49 - 5 | Japón | Stade de France, Saint-Denis |  |

| 25 de julio, 16:30 | Nueva Zelanda | 14 - 12 | Irlanda | Stade de France, Saint-Denis |  |

### Grupo B
| Pos. | Equipo    | Encuentros | Encuentros | Encuentros | Encuentros | Tantos  | Tantos    | Tantos     | Puntos |
| Pos. | Equipo    | jugados    | ganados    | empatados  | perdidos   | a favor | en contra | diferencia | Puntos |
| ---- | --------- | ---------- | ---------- | ---------- | ---------- | ------- | --------- | ---------- | ------ |
| 1    | Australia | 3          | 3          | 0          | 0          | 64      | 40        | 24         | 9      |
| 2    | Argentina | 3          | 2          | 0          | 1          | 73      | 46        | 27         | 7      |
| 3    | Samoa     | 3          | 1          | 0          | 2          | 52      | 49        | 3          | 5      |
| 4    | Kenia     | 3          | 0          | 0          | 3          | 19      | 78        | -59        | 3      |

Nota: Se otorgan 3 puntos al equipo que gane un partido, 2 al que empate y 1 al que pierda

#### Resultados
| 24 de julio, 15:30 | Australia | 21 - 14 | Samoa | Stade de France, Saint-Denis |  |

| 24 de julio, 16:00 | Argentina | 31 - 12 | Kenia | Stade de France, Saint-Denis |  |

| 24 de julio, 19:00 | Australia | 21 - 7 | Kenia | Stade de France, Saint-Denis |  |

| 24 de julio, 19:30 | Argentina | 28 - 12 | Samoa | Stade de France, Saint-Denis |  |

| 25 de julio, 14:00 | Samoa | 26 - 0 | Kenia | Stade de France, Saint-Denis |  |

| 25 de julio, 14:30 | Argentina | 14 - 22 | Australia | Stade de France, Saint-Denis |  |

### Grupo C
| Pos. | Equipo         | Encuentros | Encuentros | Encuentros | Encuentros | Tantos  | Tantos    | Tantos     | Puntos |
| Pos. | Equipo         | jugados    | ganados    | empatados  | perdidos   | a favor | en contra | diferencia | Puntos |
| ---- | -------------- | ---------- | ---------- | ---------- | ---------- | ------- | --------- | ---------- | ------ |
| 1    | Fiyi           | 3          | 3          | 0          | 0          | 97      | 36        | 61         | 9      |
| 2    | Francia        | 3          | 1          | 1          | 1          | 43      | 43        | 0          | 6      |
| 3    | Estados Unidos | 3          | 1          | 1          | 1          | 57      | 67        | -10        | 6      |
| 4    | Uruguay        | 3          | 0          | 0          | 3          | 41      | 92        | -51        | 3      |

Nota: Se otorgan 3 puntos al equipo que gane un partido, 2 al que empate y 1 al que pierda

#### Resultados
| 24 de julio, 16:30 | Francia | 12 - 12 | Estados Unidos | Stade de France, Saint-Denis |  |

| 24 de julio, 17:00 | Fiyi | 40 - 12 | Uruguay | Stade de France, Saint-Denis |  |

| 24 de julio, 20:00 | Francia | 19 - 12 | Uruguay | Stade de France, Saint-Denis |  |

| 24 de julio, 20:30 | Fiyi | 38 - 12 | Estados Unidos | Stade de France, Saint-Denis |  |

| 25 de julio, 15:00 | Estados Unidos | 33 - 17 | Uruguay | Stade de France, Saint-Denis |  |

| 25 de julio, 15:30 | Fiyi | 19 - 12 | Francia | Stade de France, Saint-Denis |  |

## Fase Final

### Eliminatoria por el noveno puesto
|  | Play-off                         | Play-off                         |    |                                  | Noveno puesto                    | Noveno puesto |  |
|  |                                  |                                  |    |                                  |                                  |               |  |
|  | 25 julio, 20:00, Stade de France |                                  |    |                                  |                                  |               |  |
|  | Samoa                            | 42                               |    |                                  |                                  |               |  |
|  | Japón                            | 7                                |    |                                  |                                  |               |  |
|  |                                  |                                  |    |                                  |                                  |               |  |
|  |                                  |                                  |    |                                  | 27 julio, 17:00, Stade de France |               |  |
|  |                                  |                                  |    |                                  | Samoa                            | 5             |  |
|  |                                  | Kenia                            | 10 |                                  |                                  |               |  |
|  |                                  |                                  |    |                                  |                                  |               |  |
|  |                                  |                                  |    |                                  |                                  |               |  |
|  |                                  |                                  |    |                                  | Undécimo puesto                  |               |  |
|  | 25 julio, 20:30, Stade de France | 25 julio, 20:30, Stade de France |    | 27 julio, 16:30, Stade de France | 27 julio, 16:30, Stade de France |               |  |
|  | Uruguay                          | 14                               |    | Japón                            | 10                               |               |  |
|  | Kenia                            | 19                               |    |                                  | Uruguay                          | 21            |  |

### Eliminatorias por las medallas
|  | Quinto puesto                    | Quinto puesto                    |                                  |               | Crossover                        | Crossover                        |                                  |                                  | Cuartos de final                 | Cuartos de final |      |           | Semifinales                      | Semifinales                      |  |  | Final                            | Final                            |
|  |                                  |                                  |                                  |               |                                  |                                  |                                  |                                  |                                  |                  |      |           |                                  |                                  |  |  |                                  |                                  |
|  |                                  |                                  |                                  |               |                                  |                                  |                                  |                                  | 25 julio, 21:00, Stade de France |                  |      |           |                                  |                                  |  |  |                                  |                                  |
|  |                                  |                                  |                                  |               |                                  |                                  |                                  |                                  |                                  |                  |      |           |                                  |                                  |  |  |                                  |                                  |
|  | 27 julio, 18:30, Stade de France | 27 julio, 18:30, Stade de France |                                  |               | 27 julio, 14:30, Stade de France | 27 julio, 14:30, Stade de France |                                  |                                  | Nueva Zelanda                    | 7                |      |           | 27 julio, 15:30, Stade de France | 27 julio, 15:30, Stade de France |  |  | 27 julio, 19:45, Stade de France | 27 julio, 19:45, Stade de France |
|  | 27 julio, 18:30, Stade de France | 27 julio, 18:30, Stade de France |                                  |               | 27 julio, 14:30, Stade de France | 27 julio, 14:30, Stade de France |                                  |                                  | Nueva Zelanda                    | 7                |      |           | 27 julio, 15:30, Stade de France | 27 julio, 15:30, Stade de France |  |  | 27 julio, 19:45, Stade de France | 27 julio, 19:45, Stade de France |
|  | 27 julio, 18:30, Stade de France | 27 julio, 18:30, Stade de France |                                  |               | 27 julio, 14:30, Stade de France | 27 julio, 14:30, Stade de France | Sudáfrica                        | 14                               |                                  |                  |      |           | 27 julio, 15:30, Stade de France | 27 julio, 15:30, Stade de France |  |  | 27 julio, 19:45, Stade de France | 27 julio, 19:45, Stade de France |
|  | 27 julio, 18:30, Stade de France | 27 julio, 18:30, Stade de France |                                  | Nueva Zelanda | 17                               |                                  | Sudáfrica                        | 14                               |                                  |                  |      | Sudáfrica | 5                                |                                  |  |  | 27 julio, 19:45, Stade de France | 27 julio, 19:45, Stade de France |
|  | 27 julio, 18:30, Stade de France | 27 julio, 18:30, Stade de France | 25 julio, 21:30, Stade de France | Nueva Zelanda | 17                               |                                  |                                  |                                  |                                  |                  |      | Sudáfrica | 5                                |                                  |  |  | 27 julio, 19:45, Stade de France | 27 julio, 19:45, Stade de France |
|  | 27 julio, 18:30, Stade de France | 27 julio, 18:30, Stade de France |                                  |               | Argentina                        | 12                               |                                  |                                  | Francia                          | 19               |      |           |                                  |                                  |  |  | 27 julio, 19:45, Stade de France | 27 julio, 19:45, Stade de France |
|  | 27 julio, 18:30, Stade de France | 27 julio, 18:30, Stade de France | Argentina                        | 14            | Argentina                        | 12                               |                                  |                                  | Francia                          | 19               |      |           |                                  |                                  |  |  | 27 julio, 19:45, Stade de France | 27 julio, 19:45, Stade de France |
|  | 27 julio, 18:30, Stade de France | 27 julio, 18:30, Stade de France | Argentina                        | 14            |                                  |                                  |                                  |                                  |                                  |                  |      |           |                                  |                                  |  |  | 27 julio, 19:45, Stade de France | 27 julio, 19:45, Stade de France |
|  | 27 julio, 18:30, Stade de France | 27 julio, 18:30, Stade de France |                                  |               | Francia                          | 26                               |                                  |                                  |                                  |                  |      |           |                                  |                                  |  |  | 27 julio, 19:45, Stade de France | 27 julio, 19:45, Stade de France |
|  | Nueva Zelanda                    | 17                               |                                  |               | Francia                          | 26                               | Francia                          | 28                               |                                  |                  |      |           |                                  |                                  |  |  |                                  |                                  |
|  | Nueva Zelanda                    | 17                               | 25 julio, 22:00, Stade de France |               |                                  |                                  | Francia                          | 28                               |                                  |                  |      |           |                                  |                                  |  |  |                                  |                                  |
|  | Irlanda                          | 7                                |                                  |               | Fiyi                             | 7                                |                                  |                                  |                                  |                  |      |           |                                  |                                  |  |  |                                  |                                  |
|  | Irlanda                          | 7                                | Fiyi                             | 19            | Fiyi                             | 7                                |                                  |                                  |                                  |                  |      |           |                                  |                                  |  |  |                                  |                                  |
|  |                                  |                                  | Fiyi                             | 19            | 27 julio, 15:00, Stade de France | 27 julio, 15:00, Stade de France | 27 julio, 16:00, Stade de France | 27 julio, 16:00, Stade de France |                                  |                  |      |           |                                  |                                  |  |  |                                  |                                  |
|  |                                  |                                  | Irlanda                          | 15            | 27 julio, 15:00, Stade de France | 27 julio, 15:00, Stade de France | 27 julio, 16:00, Stade de France | 27 julio, 16:00, Stade de France |                                  |                  |      |           |                                  |                                  |  |  |                                  |                                  |
|  | Séptimo puesto                   | Séptimo puesto                   | Irlanda                          | 15            | Irlanda                          | 17                               |                                  |                                  |                                  |                  | Fiyi | 31        | Tercer puesto                    | Tercer puesto                    |  |  |                                  |                                  |
|  | Séptimo puesto                   | Séptimo puesto                   | 25 julio, 22:30, Stade de France |               | Irlanda                          | 17                               |                                  |                                  |                                  |                  | Fiyi | 31        | Tercer puesto                    | Tercer puesto                    |  |  |                                  |                                  |
|  | 27 julio, 18:00, Stade de France | 27 julio, 18:00, Stade de France |                                  |               | Estados Unidos                   | 12                               |                                  |                                  | Australia                        | 7                |      |           | 27 julio, 19:00, Stade de France | 27 julio, 19:00, Stade de France |  |  |                                  |                                  |
|  | Argentina                        | 19                               | Australia                        | 18            | Estados Unidos                   | 12                               | Sudáfrica                        | 26                               | Australia                        | 7                |      |           |                                  |                                  |  |  |                                  |                                  |
|  | Argentina                        | 19                               | Australia                        | 18            |                                  |                                  | Sudáfrica                        | 26                               |                                  |                  |      |           |                                  |                                  |  |  |                                  |                                  |
|  | Estados Unidos                   | 0                                |                                  |               | Estados Unidos                   | 0                                |                                  |                                  | Australia                        | 7                |      |           |                                  |                                  |  |  |                                  |                                  |
|  | Estados Unidos                   | 0                                |                                  |               | Estados Unidos                   | 0                                |                                  |                                  | Australia                        | 7                |      |           |                                  |                                  |  |  |                                  |                                  |

### Resultados

#### Play-offpor el noveno puesto
| 25 de julio, 20:00 | Samoa | 42 - 7 | Japón | Stade de France, Saint-Denis |  |

| 25 de julio, 20:30 | Uruguay | 14 - 19 | Kenia | Stade de France, Saint-Denis |  |

#### Cuartos de final
| 25 de julio, 21:00 | Nueva Zelanda | 7 - 14 | Sudáfrica | Stade de France, Saint-Denis |  |

| 25 de julio, 21:30 | Argentina | 14 - 26 | Francia | Stade de France, Saint-Denis |  |

| 25 de julio, 22:00 | Fiyi | 19 - 15 | Irlanda | Stade de France, Saint-Denis |  |

| 25 de julio, 22:30 | Australia | 18 - 0 | Estados Unidos | Stade de France, Saint-Denis |  |

#### Play-offpor el quinto puesto
| 27 de julio, 14:30 | Nueva Zelanda | 17 - 12 (t. s.) | Argentina | Stade de France, Saint-Denis |  |

| 27 de julio, 15:00 | Irlanda | 17 - 14 | Estados Unidos | Stade de France, Saint-Denis |  |

#### Semifinales
| 27 de julio, 15:30 | Sudáfrica | 5 - 19 | Francia | Stade de France, Saint-Denis |  |

| 27 de julio, 16:00 | Fiyi | 31 - 7 | Australia | Stade de France, Saint-Denis |  |

#### Undécimo puesto
| 27 de julio, 16:30 | Japón | 10 - 21 | Uruguay | Stade de France, Saint-Denis |  |

#### Noveno puesto
| 27 de julio, 17:00 | Samoa | 5 - 10 | Kenia | Stade de France, Saint-Denis |  |

#### Séptimo puesto
| 27 de julio, 18:00 | Argentina | 19 - 0 | Estados Unidos | Stade de France, Saint-Denis |  |

#### Quinto puesto
| 27 de julio, 18:30 | Nueva Zelanda | 17 - 7 | Irlanda | Stade de France, Saint-Denis |  |

#### Medalla de bronce
| 27 de julio, 19:00 | Sudáfrica | 26 - 19 | Australia | Stade de France, Saint-Denis |  |

#### Medalla de oro
| 27 de julio, 19:45 | Francia | 28 - 7 | Fiyi | Stade de France, Saint-Denis |  |

#### Medallero
| Evento | Oro                      | Plata                    | Bronce                                    |
| ------ | ------------------------ | ------------------------ | ----------------------------------------- |
|        | Campeón Olímpico Francia | Subcampeón Olímpico Fiyi | Ganador de la Medalla de Bronce Sudáfrica |